# Hockey sur glace dans le monde

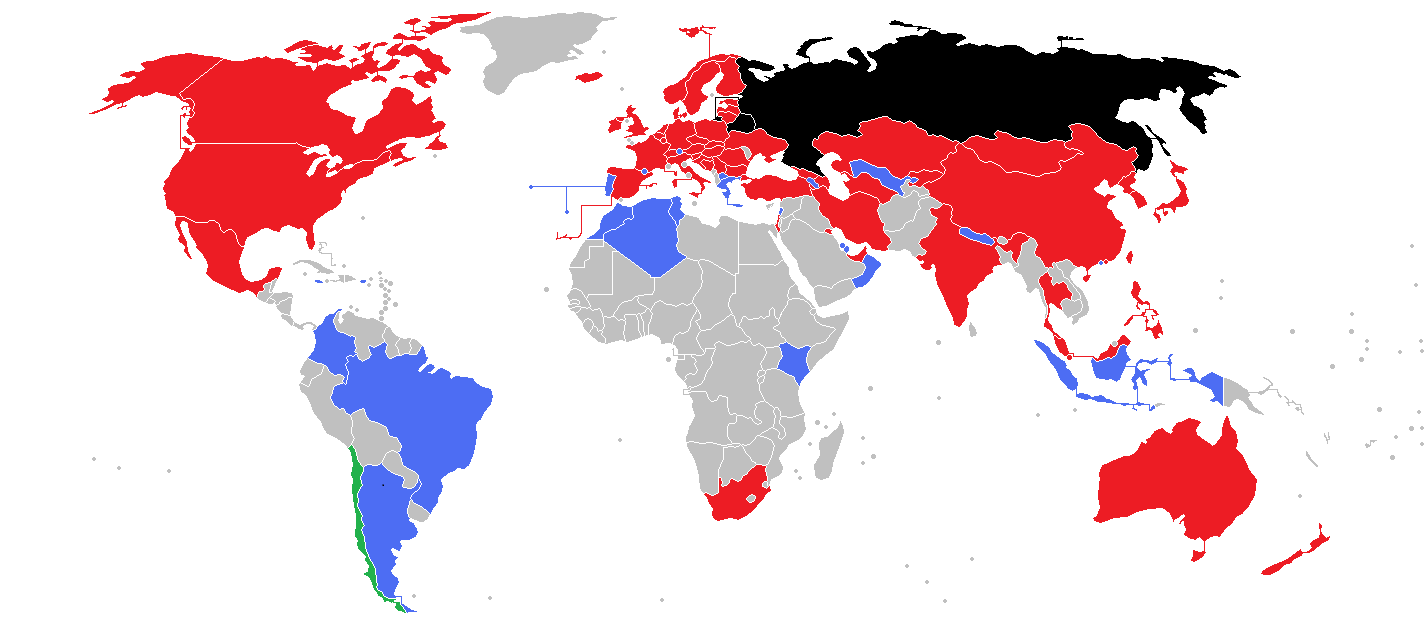
Membres actuels de l'IIHF (les membres entiers,, les membres associés et, membres affiliés)

Le hockey sur glace se pratique en compétition dans 68 pays et est régi par l'IIHF, International Ice Hockey Federation.

## Europe
| Pays               | Fédération nationale | Équipe(s) nationale(s)                                                                               | Championnats nationaux                         | Coupe(s) nationale(s)                          |
| Allemagne          | Fédération           | Équipe d'Allemagne de hockey sur glace Équipe d'Allemagne féminine de hockey sur glace               | Deutsche Eishockey-Liga 2. Bundesliga Oberliga | Coupe                                          |
| Andorre            | Fédération           | Équipe d'Andorre de hockey sur glace                                                                 | Championnat                                    | Coupe                                          |
| Arménie            | Fédération           | Équipe d'Arménie de hockey sur glace                                                                 | Championnat                                    | Coupe                                          |
| Autriche           | Fédération           | Équipe d'Autriche de hockey sur glace Équipe d'Autriche féminine de hockey sur glace                 | Österreichische Eishockey-Liga                 | Coupe                                          |
| Biélorussie        | Fédération           | Équipe de Biélorussie de hockey sur glace                                                            | Championnat                                    | Coupe                                          |
| Belgique           | Fédération           | Équipe de Belgique de hockey sur glace Équipe de Belgique féminine de hockey sur glace               | Championnat                                    | Coupe                                          |
| Bosnie-Herzégovine | Fédération           | Équipe de Bosnie-Herzégovine de hockey                                                               | Championnat                                    | Coupe                                          |
| Bulgarie           | Fédération           | Équipe de Bulgarie de hockey sur glace Équipe de Bulgarie féminine de hockey sur glace               | Championnat                                    | Coupe                                          |
| Croatie            | Fédération           | Équipe de Croatie de hockey sur glace Équipe de Croatie féminine de hockey sur glace                 | Championnat                                    | Coupe                                          |
| Danemark           | Fédération           | Équipe du Danemark de hockey sur glace Équipe du Danemark féminine de hockey sur glace               | Superisligaen                                  | Coupe                                          |
| Espagne            | Fédération           | Équipe d'Espagne de hockey sur glace Équipe d'Espagne féminine de hockey sur glace                   | Superliga Española                             | Coupe                                          |
| Estonie            | Eesti Jäähoki Liit   | Équipe d'Estonie de hockey sur glace Équipe d'Estonie féminine de hockey sur glace                   | Eesti Meistrivõistlused                        | Coupe                                          |
| Finlande           | Fédération           | Équipe de Finlande de hockey sur glace Équipe de Finlande féminine de hockey sur glace               | SM-liiga Mestis Suomi-sarja                    | Coupe                                          |
| France             | Fédération           | Équipe de France de hockey sur glace Équipe de France féminine de hockey sur glace                   | Ligue Magnus Division 1 Division 2             | Coupe                                          |
| Géorgie            | Fédération           | Équipe de Géorgie de hockey sur glace                                                                | Championnat                                    | Coupe                                          |
| Grèce              | Fédération           | Équipe de Grèce de hockey sur glace                                                                  | Championnat                                    | Coupe                                          |
| Hongrie            | Fédération           | Équipe de Hongrie de hockey sur glace Équipe de Hongrie féminine de hockey sur glace                 | Borsodi Jégkorong Liga                         | Coupe                                          |
| Irlande            | Fédération           | Équipe d'Irlande de hockey sur glace Équipe d'Irlande féminine de hockey sur glace                   | Irish Ice Hockey League                        | Pas de coupe                                   |
| Islande            | Fédération           | Équipe d'Islande de hockey sur glace Équipe d'Islande féminine de hockey sur glace                   | Islandsmot Meistaraflokks                      | Coupe                                          |
| Italie             | Fédération           | Équipe d'Italie de hockey sur glace Équipe d'Italie féminine de hockey sur glace                     | Série A                                        | Coupe                                          |
| Lettonie           | Fédération           | Équipe de Lettonie de hockey sur glace Équipe de Lettonie féminine de hockey sur glace               | Latvijas Atklātais čempionāts                  | Coupe                                          |
| Liechtenstein      | Fédération           | Équipe du Liechtenstein de hockey sur glace                                                          | joue dans le championnat suisse                | Pas de coupe                                   |
| Lituanie           | Fédération           | Équipe de Lituanie de hockey sur glace                                                               | championnat letton Championnat amateur         | Coupe                                          |
| Luxembourg         | Fédération           | Équipe du Luxembourg de hockey sur glace                                                             | Championnat                                    | Coupe                                          |
| Macédoine          | Fédération           | Équipe de Macédoine de hockey sur glace                                                              | Championnat                                    | Coupe                                          |
| Moldavie           | Fédération           | Équipe de Moldavie de hockey sur glace                                                               | Championnat                                    | Coupe                                          |
| Norvège            | Fédération           | Équipe de Norvège de hockey sur glace Équipe de Norvège féminine de hockey sur glace                 | GET ligaen                                     | Coupe                                          |
| Pays-Bas           | Fédération           | Équipe des Pays-Bas de hockey sur glace Équipe des Pays-Bas féminine de hockey sur glace             | Eredivisie                                     | Coupe                                          |
| Pologne            | Fédération           | Équipe de Pologne de hockey sur glace Équipe de Pologne féminine de hockey sur glace                 | Ekstraklasa I liga                             | Coupe                                          |
| Portugal           | Fédération           | Équipe du Portugal de hockey sur glace                                                               | Championnat                                    | Coupe                                          |
| Roumanie           | Fédération           | Équipe de Roumanie de hockey sur glace Équipe de Roumanie féminine de hockey sur glace               | Championnat                                    | Coupe                                          |
| Royaume-Uni        | Fédération           | Équipe de Grande-Bretagne de hockey sur glace Équipe de Grande-Bretagne féminine de hockey sur glace | Elite Ice Hockey League                        | Coupe                                          |
| Russie             | Fédération           | Équipe de Russie de hockey sur glace Équipe de Russie féminine de hockey sur glace                   | Superliga Vysshaya Liga                        | Coupe                                          |
| Serbie             | Fédération           | Équipe de Serbie de hockey sur glace                                                                 | Championnat                                    | Coupe                                          |
| Slovaquie          | Fédération           | Équipe de Slovaquie de hockey sur glace Équipe de Slovaquie féminine de hockey sur glace             | Extraliga (Slovaquie)                          | Coupe                                          |
| Slovénie           | Fédération           | Équipe de Slovénie de hockey sur glace Équipe de Slovénie féminine de hockey sur glace               | Državno Prvenstvo                              | Coupe                                          |
| Suède              | Fédération           | Équipe de Suède de hockey sur glace Équipe de Suède féminine de hockey sur glace                     | Elitserien Allsvenskan                         | Coupe                                          |
| Suisse             | Fédération           | Équipe de Suisse de hockey sur glace Équipe de Suisse féminine de hockey sur glace                   | Ligue Nationale A Ligue Nationale B 1re Ligue  | retour de la coupe de Suisse, saison 2014-2015 |
| Tchéquie           | Fédération           | Équipe de Tchéquie de hockey sur glace Équipe de Tchéquie féminine de hockey sur glace               | Extraliga                                      | Coupe                                          |
| Turquie            | Fédération           | Équipe de Turquie de hockey sur glace Équipe de Turquie féminine de hockey sur glace                 | Türkiye Buz Hokeyi Süper Ligi                  | Coupe                                          |
| Ukraine            | Fédération           | Équipe d'Ukraine de hockey sur glace Équipe d'Ukraine féminine de hockey sur glace                   | Vyschchiy Dyvision                             | Coupe                                          |

## Afrique
| Pays           | Fédération nationale | Équipe(s) nationale(s)                                                                           | Championnats nationaux | Coupe(s) nationale(s) |
| Algérie        | Fédération           | Équipe d'Algérie de hockey sur glace                                                             | Championnat            | pas de coupe          |
| Afrique du Sud | Fédération           | Équipe d'Afrique du Sud de hockey sur glace Équipe d'Afrique du Sud féminine de hockey sur glace | Championnat            | pas de coupe          |
| Maroc          | Fédération           | Équipe du Maroc de hockey sur glace                                                              | Championnat            | pas de coupe          |
| Namibie        | Fédération           | Équipe de Namibie de hockey sur glace                                                            | Championnat            | pas de coupe          |

## Amérique
| Pays       | Fédération nationale | Équipe(s) nationale(s)                                                                       | Championnats nationaux                                       | Coupe(s) nationale(s) |
| Argentine  | Fédération           | Équipe d'Argentine de hockey sur glace                                                       | Championnat                                                  | pas de coupe          |
| Brésil     | Fédération           | Équipe du Brésil de hockey sur glace                                                         | Championnat                                                  | pas de coupe          |
| Canada     | Fédération           | Équipe du Canada de hockey sur glace Équipe du Canada féminine de hockey sur glace           | Ligue nationale de hockey                                    | pas de coupe          |
| Chili      | Fédération           | Équipe du Chili de hockey sur glace                                                          | Championnat                                                  | pas de coupe          |
| États-Unis | Fédération           | Équipe des États-Unis de hockey sur glace Équipe des États-Unis féminine de hockey sur glace | Ligue nationale de hockey Ligue nationale féminine de hockey | pas de coupe          |
| Mexique    | Fédération           | Équipe du Mexique de hockey sur glace                                                        | Championnat                                                  | Coupe                 |

## Océanie
| Pays             | Fédération nationale | Équipe(s) nationale(s)                                                                                 | Championnats nationaux        | Coupe(s) nationale(s) |
| Australie        | Fédération           | Équipe d'Australie de hockey sur glace Équipe d'Australie féminine de hockey sur glace                 | Australia Ice Hockey League   | Coupe                 |
| Nouvelle-Zélande | Fédération           | Équipe de Nouvelle-Zélande de hockey sur glace Équipe de Nouvelle-Zélande féminine de hockey sur glace | New Zealand Ice Hockey League | Coupe                 |

## Asie&Moyen-Orient
| Pays                | Fédération nationale | Équipe(s) nationale(s)                                                                           | Championnats nationaux  | Coupe(s) nationale(s) |
| Azerbaïdjan         | Fédération           | Équipe d'Azerbaïdjan de hockey sur glace                                                         | Championnat             | Coupe                 |
| Chine               | Fédération           | Équipe de Chine de hockey sur glace Équipe de Chine féminine de hockey sur glace                 | Asia League             | Coupe                 |
| Corée du Nord       | Fédération           | Équipe de Corée du Nord de hockey sur glace Équipe de Corée du Nord féminine de hockey sur glace | Championnat             | Coupe                 |
| Corée du Sud        | Fédération           | Équipe de Corée du Sud de hockey sur glace Équipe de Corée du Sud féminine de hockey sur glace   | Asia League             | Coupe                 |
| Émirats arabes unis | Fédération           | Équipe des Émirats Arabes Unis de hockey sur glace                                               | Championnat             | Coupe                 |
| Hong Kong           | Fédération           | Équipe de Hong Kong de hockey sur glace                                                          | Championnat             | Coupe                 |
| Israël              | Fédération           | Équipe d'Israël de hockey sur glace                                                              | Championnat             | Coupe                 |
| Japon               | Fédération           | Équipe du Japon de hockey sur glace Équipe du Japon féminine de hockey sur glace                 | Asia League Championnat | Coupe                 |
| Kazakhstan          | Fédération           | Équipe du Kazakhstan de hockey sur glace Équipe du Kazakhstan féminine de hockey sur glace       | Championnat             | Coupe                 |
| Koweït              | Fédération           | Équipe du Koweït de hockey sur glace                                                             | Championnat             | Coupe                 |
| Macao               | Fédération           | Équipe de Macao de hockey sur glace                                                              | Championnat             | Coupe                 |
| Malaisie            | Fédération           | Équipe de Malaisie de hockey sur glace                                                           | Championnat             | Coupe                 |
| Mongolie            | Fédération           | Équipe de Mongolie de hockey sur glace                                                           | Championnat             | Coupe                 |
| Singapour           | Fédération           | Équipe de Singapour de hockey sur glace                                                          | Championnat             | Coupe                 |
| Taipei chinois      | Fédération           | Équipe de Taïwan de hockey sur glace Équipe de Taïwan féminine de hockey sur glace               | Championnat             | Coupe                 |
| Thaïlande           | Fédération           | Équipe de Thaïlande de hockey sur glace                                                          | Championnat             | Coupe                 |